# Paul Puget
Paul Puget (Nantes, Loira Atlàntic, 25 de juny de 1848 - París, 15 de març de 1917) fou un compositor francès.
Era fill d'un tenor, Henry Puget (1813-1887) molt aplaudit a París. Puget ingressà en el Conservatori de París, on va tenir professors com Anton-François Marmontel o Victor Massé, aconseguint el 1873 el premi de Roma, amb la cantata, Mazeppa.
Malgrat d'aquest èxit, tardà algun temps a veure admeses en els teatres les obres que va escriure, que foren això no obstant, molt aplaudides, a saber: La signal, òpera còmica en un acte (1886); Ulysse, escena dramàtica (1889); Lorenzaccio (1896).
El 1900 es posà en escena en el Théâtre Lyrique de París el seu notable drama musical Beaucoup de bruit pour rien, les representacions del qual tingueren molt d'èxit. La tècnica d'aquesta òpera és excel·lent, i rebel·la en el seu autor notables qualitats per la composició dramàtica.
Puget va escriure, a més, moltes melodies, de les que va publicar recopilades, les titulades Amour d'hiver, Chansons brunes et blondes, etc. També va compondre obres notables per a orquestra. se l'anomenà director de cors del teatre de l'Òpera de París.